# Svetlana Alpers
Svetlana Alpers (Cambrigde, Massachusetts, 10 de febrer de 1936), nascuda Svetlana Leontief, és una historiadora de l'art estatunidenca, professora, escriptora i crítica d'art. És experta en pintura holandesa de l'anomenat segle d'or.

## Biografia
Filla de Wassily Leontief, un refugiat polític de l'antiga Unió Soviètica i guanyador d'un premi Nobel d'Economia, i Estelle Marks, poetessa, va néixer a Cambridge (Massachusetts) i va ser filla única. El 1958 es casà i adoptà el cognom del seu marit, Alpers, com a propi.

## Trajectòria professional
Alpers estudià al Radcliffe College, graduant-se el 1957 i obtingué el doctorat de la Universitat Harvard el 1965. Entre 1962 i 1988 fou professora a la universitat de Califòrnia a Berkeley. El 1994 fou nomenada professora emèrita.
El 1983 Alpers i Stephen Greenblatt, crític literari americà, fundaren la revista interdisciplinària Representations. Si bé no és una autora prolífica, sí que es diu d'ella que els seus estudis fan canviar la perspectiva que es tenia fins aleshores sobre el tema. De fet, Alpers és experta en la pintura holandesa del segle xvii, camp que revolucionà el 1984 amb el seu llibre, The Art of Describing. Aquesta és probablement la seva obra amb una major transcendència. No obstant això, Alpers també ha escrits monografies sobre altres artistes com Tiepolo, Rubens, Bruegel, i Velázquez, entre d'altres.
El 2007 col·laborà amb els artistes americans James Hyde i Barney Kulok en un projecte que porta per nom Painting Then for Now. Aquesta iniciativa consisteix en dinou fotografies basades en les tres pintures d'en Giambattista Tiepolo que estan exposades a la zona superior de l'escala principal del Metropolitan Museum of Art, a Nova York. Els resultats s'exposaren a la galeria David Krut, també de Nova York. Sis de les impressions foren més tard adquirides per a la col·lecció permanent del Museum of Modern Art (MOMA, Nova York).

## Premis i distincions
Alpers és o ha estat membre de les següents institucions: Phi Beta Kappa, Woodrow Wilson Fellowship (1957-8), Kathryn McHale Fellowship, American Association of University Women (1961-2), Guggenheim Fellowship (1972-3), Membre del Center for Advanced Study in the Behavioral Sciences a la Universitat Stanford (1975-6), Membre de l'American Council of Learned Societies (1978), Membre visitant del Netherlands Institute for Advanced Study (NIAS) a Wassenaar (1979), membre de l'Institute for Advanced Studies (Princeton, 1979-80), professora visitant al Getty Research Institute (1987-88), directora d'estudis de l'École des Hautes Études en Sciences Sociales (París, 1991), membre de l'American Academy of Arts and Sciences (1991), membre de la British Academy (2014), entre d'altres.
La primavera de 2014 fou reconeguda la trajectòria d'Alpers fent-la membre de l'ordre des Arts et des Lettres by the Republique Francaise. El 28 de maig de 2015 fou nomenada doctora honoris causa per la Universitat Harvard. D'altra banda, els premis i distincions que ha rebut són nombrosos: 
- Premi Eugene M. Kayden Humanities per "The Art of Describing," 1983.
- Premi Distinguished Teaching Award, Berkeley, 1986.
- Honorary Doctor, Courtauld Institute of Art, Londres, 2009.

## Publicacions
- Corpus Rubenianum Ludwig Burchard : an illustrated catalogue raisonné of the work of Peter Paul Rubens based on the material assembled by the late Dr. Ludwig Burchard in twenty-six parts..  Londres: Phaidon, 1971. ISBN 0199210152.
- Alpers, Svetlana,. The art of describing : Dutch art in the seventeenth century. ISBN 0226015122.
- Alpers, Svetlana.. Rembrandt's enterprise : the studio and the market. Pbk. ed.  Chicago: University of Chicago Press, 1990, ©1988. ISBN 0226015181.
- "The Museum as a Way of Seeing" a Exhibiting Cultures: the poetics and politics of museum display, Washington: Smithsonian Institution Press, 1991.
- Tiepolo and the Pictorial Intelligence, New Haven i Londres: Yale University Press, 1994 (amb Michael Baxandall).
- The Making of Rubens, New Haven i Londres: Yale University Press, 1995.
- The Vexations of Art: Velázquez and Others, New Haven i Londres: Yale University Press, 2005.
- Roof Life, New Haven i Londres: Yale University Press, 2013.
- Tuilages: ed Revue Conférence, 2015.

## Crítica
Malgrat ésser una historiadora de l'art de reconegut prestigi internacional, això no l'ha eximit de rebre dures crítiques en algunes ocasions. Potser una de les més conegudes fou la ressenya que es feu de la seva obra de 1988, Rembrandt's Enterprise: The Studio and the Market. La revista The New Criterion, de caràcter conservador, publicà una crítica de la mà de Hilton Kramer on l'obra ens deia que Alpers parlava de les preocupacions de la història de l'art i, en particular, d'allò que ha anat malament. Kramer ens diu que Alpers acusa a Rembrandt d'haver-se mercantilitzat per haver pintat i comercialitzat els seus retrats. Kramer va més enllà apuntant que Alpers és hereva de Postmodernism and Consumer Society, d'en Fredric Jameson perquè ens presenta un Rembrandt que té concomitàncies amb n'Andy Warhol, l'empresari del jo amb més èxit. Veiem, doncs, com Alpers, malgrat haver fet grans aportacions a la disciplina, no ha estat exempta de critiques.